# マレーシアとフィリピンの関係
マレーシアとフィリピンの関係では、マレーシアとフィリピンの国際関係について言及する。
フィリピンはクアラルンプールに大使館を、マレーシアはマニラに大使館、ダバオに領事館を、それぞれ設置している。隣り合った両国の国民は、文化的・政治的な関係についての長い歴史を築いている。両国ともASEANの原加盟国であり、マレー・ポリネシア語派に属し、また互いに重要な貿易相手国でもある。両国は共同で、両国間にわたる海域であるスールー海の保全対策に参加している。マレーシアは、ミンダナオ島でのムスリムの騒乱に対する平和維持活動を支援している。他方両国は、南沙諸島の領有権をめぐる論争に巻き込まれており、フィリピンではサバ州の東海岸の領有権が主張されている。

## 外交上の繋がり

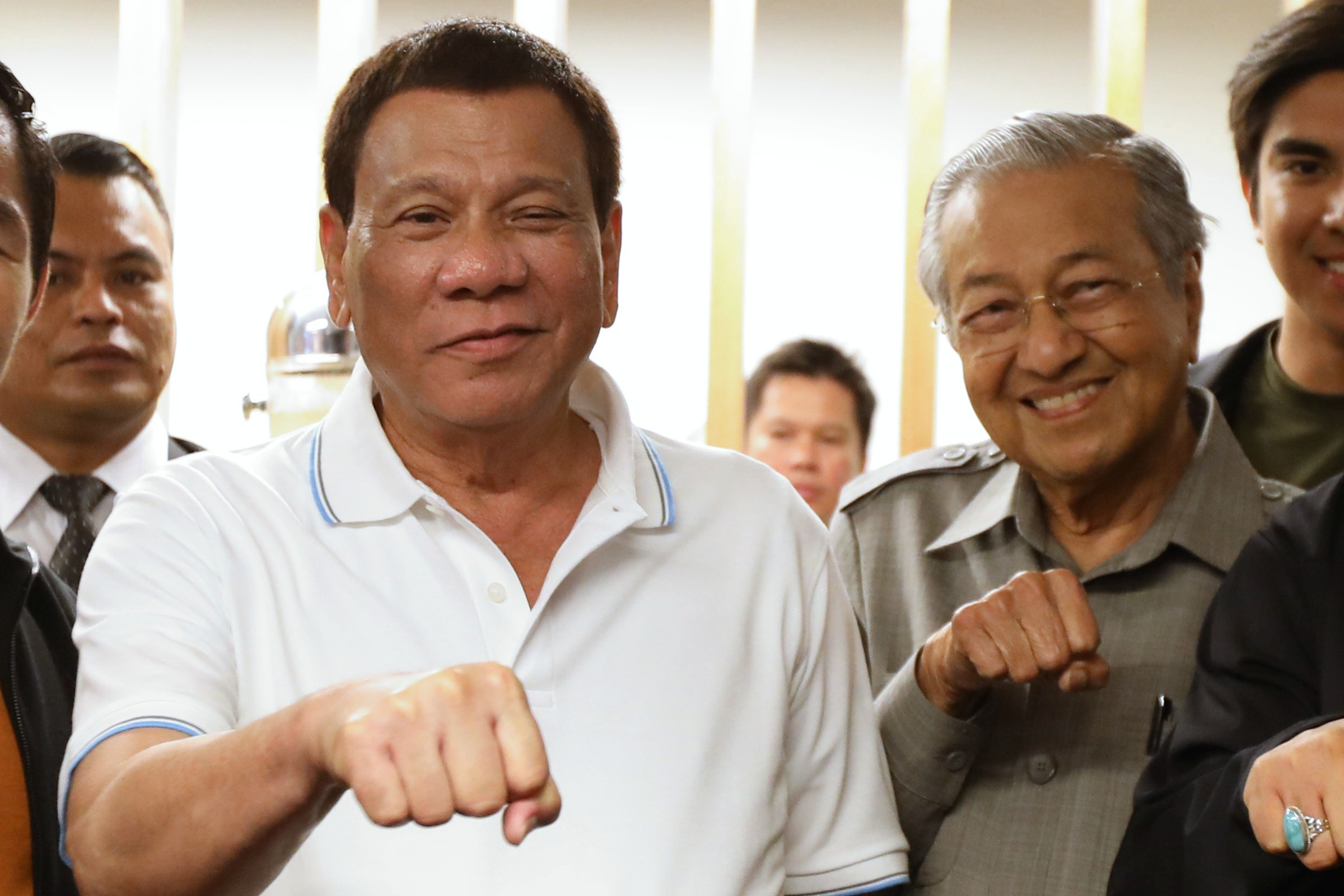
フィリピンの大統領ロドリゴ・ドゥテルテとマレーシアの首相マハティール・ビン・モハマド (2018年7月15日)

マラヤ連邦が独立すると、フィリピンは1959年にクアラルンプールに公使館を設置した。
両国はASEAN加盟国であり、アジア協力対話の加盟国でもある。
インドネシアを含めた三ヶ国は、1963年7月31日から8月5日までの三ヶ国首脳会談で設立が決まったものの短期間で崩壊したマフィリンドという非政治的地域連合の加盟国であった。同機構は1ヶ月で瓦解したが、その原因の一つが、コンフロンタシと呼ばれるインドネシアの対マレーシア強硬政策であった。
マレーシアとフィリピンの両国は、多様な分野で緊密な協力を行っている。

## 文化的な繋がり

The western Malayo-Polynesian languages, under the simplifying classification of Wouk & Ross (2002).
Borneo–Philippines (not shown: Yami in Taiwan)
Sunda–Sulawesi (not shown: Chamorro)
Central Malayo-Polynesian
Halmahera–Geelvink Bay
the westernmost Oceanic languages

マレーシア、インドネシア、フィリピンを含めた複雑に入り組んだ島々の人びとは、民族的には類似しており、話されている言語もほとんどはマレー・ポリネシア語派と密接な関係にある。
マレーシア・フィリピン両国には華人移民が一定数おり、国境を越えた密接な繋がりを維持している。

## 経済分野での繋がり
マレーシアとフィリピンは、互いに重要な貿易相手国である
。2002年、マレーシアにとってのフィリピンは、16番目の輸出国であり、9番目の輸入国であった。他方、フィリピンにとってのマレーシアは、7番目の輸出国であり、8番目の輸入国である。同じくフィリピンからみたマレーシアは、ASEAN諸国の中では2番目に投資を行っている国である。

## フィリピン人移民労働者
フィリピンからの短期的な労働者がマレーシアには多数いるものの、定期的な国外追放の対象となっている。

## 海洋保全
マレーシアとフィリピンは、両国間にわたる海域であるスールー海の保全対策に共同で参加している。

## ミンダナオ紛争
マレーシアはフィリピン南西部での反乱を支援していると信じられているが、近年マレーシアは、ミンダナオ島でのムスリムの反乱に対する平和維持活動を支えている。

## 紛争

### サバでの紛争
1963年9月から1964年5月まで、両国間の外交関係は、かつてスールー王国の一部であった北ボルネオの東部に対するフィリピン側からの要求をめぐる紛争のために途絶えた。この外交関係は、1968年から1969年にかけて、同じ理由で再び途絶えた。
2013年2月、スールー王国軍と称する武装集団がサバ州に上陸、これに対してマレーシアの治安部隊はラハダトゥ対立 (2013年)と呼ばれる作戦を展開した。この対立において、少なくともスールー王国軍68名、一般市民2名、マレーシア政府治安部隊10名が、それぞれ死亡した

。

### 南沙諸島問題
マレーシアとフィリピンはいずれも、南沙諸島の一部を要求しているが、他にもベトナム、中華人民共和国および台湾が南沙諸島の一部ないしは全てについて同様の要求を行っている。フィリピンによる南沙諸島の要求は、公的には1946年以来行われていることになっているが、実質的に行うようになったのは1956年からである。フィリピン政府によれば、1979年に南沙諸島の島々のうち7つの島が支配下にある、としている。マレーシアは1976年以来、南沙諸島南部の島々は海洋法に基づき大陸棚の一部であるため自国の領土である、と主張している。

## マレーシアからの支援
2013年ボホール島地震においては、マレーシア政府は被災した子供たちの支援のため10万リンギットを寄付した。2013年11月に台風ヨランダがフィリピンを襲った際は、マレーシアのヒシャムッディン・フセイン国防相はフィリピン国防相のヴォルテル・ガズミンに対してすぐに連絡を取り、支援実施を伝えた。在マレーシア・フィリピン人コミュニティーもまた、本国へ送るための支援物資の調達に協力した。マレーシア政府は、11月13日までに100万米ドルと食料品、医薬品などの必需品31万米ドルを寄付、マレーシア空軍のC-130で空輸した
。マレーシアの主力商業銀行の一つであるメイバンクは、33万米ドルをフィリピン赤十字社に寄付、また福祉団体であるメルシー・マレーシアは現地支援を行った。他方、11月22日には、マレーシア赤新月社は、マレーシア市民からの義捐金5万5000米ドルを寄付するとともに、緊急支援チームをフィリピンに派遣した。2014年、マレーシアのサラワク州は、ヨランダ台風の被災者の生活支援のため132万ペソを届けた。
マレーシアは、フィリピンでのバンサモロの和平プロセスの構築とフィリピン南部地域のバンサモロ自治政府の確立に向けたバンサモロ枠組み合意 における、主要な調整役である。